# 서영석 (1958년 2월)
서영석(徐煐錫, 1958년 2월 5일 ~ )은 대한민국의 기업가이자 정치인이다.

## 학력
- 경기대학교 행정대학원 졸업
- 경기대학교 대학원 사회복지 박사 수료

## 경력
- 7대 경기도의원 의원
- 경기도의회 정보화위원회 위원장
- 경기도의회 복지포럼 대표
- 바르게살기운동 부천시협의회 회장
- 경기도 여성발전위원회 위원
- 경기도 건강가정위원회 위원
  - 한국청소년미래연맹 이사장
  - 부천시 기독교 총연합회 공동부회장
  - 자유한국당 지방자치위원회 부위원장
  - 자유한국당 경기도당 부위원장
  - 국민의힘 경기도 살리는 선거대책위원회 선거대책위원장단 공동선거대책위원장
  - 국민의힘 경기도당 윤리위원
  - 국민의힘 경기도당 조직총괄본부장
  - 국민의힘 경기도당 부천시 을 당협위원장
  - 국민의힘 경기도당 일자리창출혁신위원장

## 생애
서영석은 1958년에 전라북도 남원에서 태어났다. 이후에 경기도 부천에서 4대가 정주하고 있다. 경기대학교 행정대학원을 졸업 후에 경기대학교 대학원 사회복지 박사를 수료하였다. 청소년미래연맹의 이사장으로서 재직했다.
2006년 제4회 전국동시지방선거에서 경기도의원으로 당선되었다.

## 저서
- 《첫번째펭귄》. 새길미디어. 2014년 2월 12일.
- 《서영석 도시의 재창조를 말하다》 . 새길미디어. 2014년 2월 20일.

## 역대 선거 결과
|  | 64.73% |

|  | 43.37% |

|  | 39.60% |